# Galas de la Paramount
Galas de la Paramount è un film del 1930 diretto da Dorothy Arzner, Otto Brower, Edmund Goulding, Victor Heerman, Edwin H. Knopf, Rowland V. Lee, Ernst Lubitsch, Victor Schertzinger, A. Edward Sutherland e Frank Tuttle.

## Produzione
Il film fu prodotto dalla Paramount Pictures.

## Distribuzione
Distribuito dalla Paramount Pictures, venne presentato il 28 agosto 1930 a Buenos Aires. Negli Stati Uniti, il film uscì a Los Angeles il 12 settembre 1930.